# Spartak Iwano-Frankiwsk
Spartak Iwano-Frankiwsk (ukr. Народний футбольний клуб «Спартак» Івано-Франківськ, Narodnyj Futbolnyj Kłub „Spartak” Iwano-Frankiwśk) – ukraiński klub piłkarski, mający siedzibę w mieście Iwano-Frankiwsk, na zachodzie kraju. Założony w roku 1940. Latem 2007 roku klub został rozwiązany.

## Historia
Chronologia nazw: 
- 1940: Spartak Stanisławów (ukr. «Спартак» Станіслав)
- 9.11.1961: Spartak Iwano-Frankiwsk (ukr. «Спартак» Івано-Франківськ)
- 1981: Prykarpattia Iwano-Frankiwsk (ukr. «Прикарпаття» Івано-Франківськ)
- 07.2003: Spartak Iwano-Frankiwsk (ukr. «Спартак» Івано-Франківськ)
- 2007: klub rozwiązano

Piłkarski zespół w Stanisławowie (tak do 1962 roku nazywał się Iwano-Frankiwsk) został założony w 1940 roku. Otrzymał nazwę Spartak – od imienia gladiatora i przywódcy największego powstania niewolników w starożytnym Rzymie – Spartakusa.
21 kwietnia 1940 roku Spartak Stanisławów w towarzyskim meczu zwyciężył swoich rodaków Łokomotyw Stanisławów - 3:2, a pierwszą nagrodę, którą zdobył Spartak był Puchar miasta. W 1946 oraz w latach 1949–1955 zespół ciągle gra w mistrzostwach Ukraińskiej SRR wśród drużyn zakładowych. W 1955 roku Spartak zdobył mistrzostwo Ukrainy i w meczach ze SKIF Sewastopol (0:2, 2:0, 2:0) zdobył awans do klasy „B” Mistrzostw ZSRR. W 1957 roku, Spartak zajął pierwsze miejsce w turnieju strefowym i zdobył prawo do konkurowania w finale, w którym zwycięzca turnieju w Taszkencie (spośród 4 drużyn) zdobywał awans do jednej z największych lig - Klasy A ZSRR. W decydującym meczu Spartak spotkał się z Admirałtiejcem Leningrad i tylko nieobiektywne, stronnicze sędziowanie nie pozwoliło zachodnioukraińskiemu zespołowi okazać się w najwyższym klasie.
Powtórzenie sukcesu należało czekać długie 12 lat. W 1969 roku, z dużą przewagę wygrał turniej strefowy w klasie B w turnieju finałowym, który odbył się w rodzimym Iwano-Frankiwsku, Spartak zdobył awans do II grupy Klasy A. Barwy klubu wtedy prezentowali: Iwan Krasnecki, Myrosław Stupar, Myrosław Hryhoruk, Bohdan Hornczok, Stepan Bałan, Jurij Iwanow, Bohdan Kopytczak, Wałerij Hołubcow, Ołeksandr Martynenko, Stepan Rybak, Petro Chaszczewski, Stepan Czopej, Mychajło Hnatyszyn. Większość z nich byli miejscowymi wychowankami, którzy walczyli za honor sportowy swego regionu. A po trzech sezonach na zespół czekał nowy sukces. W 1972 roku, w napiętej walce z rywalami Spartak Iwano-Frankiwsk zdobył pierwsze miejsce w strefie 1 Wtoroj ligi ZSRR. Potem w dwóch meczach play-off na neutralnym polu w Symferopolu z Daugavą Ryga (0:1, 3:1) okazał się lepszym i awansował do Pierwoj Ligi ZSRR. W tej lidze występował przez dziewięć sezonów (1973-1981). Najwyższe osiągnięcie - 10 miejsce w 1973 roku. W 1981 roku zespół zmienił nazwę na Prykarpattia – od nazwy regionu (ukr. «Прикарпаття» oznacza Podkarpacie). Od 1982 roku zespół grał w jednej z 9 grup Wtoroj Ligi ZSRR. W 1987 roku Prykarpattia zdobył brązowe medale w grupie, a w 1991 - srebrne medale. Tak jak w grupie grali wszystkie ukraińskie zespoły (z wyjątkiem klubów Dynamo Kijów, Szachtar Donieck, Czornomoreć Odessa, Dnipro Dniepropetrowsk, Metalist Charków, Karpaty Lwów i Metałurh Zaporoże, którzy grali na wyższych szczeblach mistrzostw), to zwycięzca grupy był uznawany za mistrza Ukraińskiej SRR. Od 1992 roku "Prykarpattia" bierze udział w krajowych mistrzostwach Ukrainy.
Od początku rozrywek w niezależnej Ukrainie klub występował w Wyższej Lidze. Po pierwszym sezonie klub spadł do Pierwszej Ligi, w której występował dwa sezony. Od sezonu 1993/94 Prykarpattia Iwano-Frankiwsk ponownie występował w Wyższej Lidze, gdzie zmagał się przez 7 sezonów. Po sezonie 2000/01 klub został zdegradowany do Pierwszej Ligi.
Sytuacja finansowa była coraz gorsza. Doprowadziło to do tego, że po sezonie 2002/03 klub spadł do Drugiej Ligi, ale po fuzji z LUKOR Kałusz, który akurat awansował do Pierwszej Ligi, pozostał w Pierwszej lidze z nową „starą” nazwą NFK Spartak Iwano-Frankiwsk. Klub Prykarpattia Iwano-Frankiwsk, który spadł do Drugiej Ligi, otrzymał nazwę Prykarpattia Kałusz.
NFK Spartak Iwano-Frankiwsk jeszcze przez trzy sezony występował w Pierwszej Lidze. Po sezonie 2006/07 klub ponownie spadł do Drugiej Ligi i postanowieniem Biura PFL od dnia 24 lipca 2007 roku został skreślony z listy PFL. Klub został rozwiązany i przestał istnieć na mapie piłkarskiej Ukrainy.

## Barwy klubowe, strój, herb, hymn
Klub ma barwy biało-czerwone. Zawodnicy domowe spotkania zazwyczaj grają w czerwonych koszulkach, białych spodenkach oraz czerwonych getrach.
Logo klubu zaprojektowane w formie okrągłej tarczy koloru różowopomarańczowego. Duży herb zawiera wizerunek małego herbu, podobnego do herbu Iwano-Frankiwska. Na małym herbie w formie tarczy zaokrąglanej z dołu umieszczono rysy gór Karpat oraz złota litera „C” (pierwsza litera nazwy klubu Spartak - ukr. Спартак) z piłką nożną w środku. Tarcza herbowa podtrzymywana jest przez dwie czarne kawki (ukr. галка) z podniesionymi skrzydłami w złotej koronie - historyczny symbol ziemi halickiej (ukr. Галичина).
U górnej części herbu klubu widnieje napis koloru czarnego w języku ukraińskim Spartak oraz niżej NFK, a na dole napis 1940 oraz niżej Iwano-Frankiwsk.
Maskotką klubu jest smok o imieniu Urakosza.

## Sukcesy

### Trofea międzynarodowe
Nie uczestniczył w rozgrywkach europejskich (stan na 31-05-2007).

### Trofea krajowe
Ukraina
| \| \| Zdobyte trofea w rozgrywkach Ukrainy (stan na: 31-05-2007) \| |                                                            |      |                           |
| Rozgrywki                                                           | Osiągnięcie                                                | Razy | Sezon(y)                  |
| · Mistrzostwo                                                       | I miejsce                                                  | 0    |                           |
| · Mistrzostwo                                                       | II miejsce                                                 | 0    |                           |
| · Mistrzostwo                                                       | III miejsce                                                | 0    |                           |
| · Mistrzostwo                                                       | 10.miejsce                                                 | 1    | 1997/98                   |
| Puchar                                                              | zdobywca                                                   | 0    |                           |
| Puchar                                                              | finalista                                                  | 0    |                           |
| Puchar                                                              | 1/8 finału                                                 | 3    | 1992/93, 1998/99, 2003/04 |
| II liga                                                             | I miejsce                                                  | 1    | 1993/94                   |
| II liga                                                             | II miejsce                                                 | 0    |                           |
| II liga                                                             | III miejsce                                                | 0    |                           |
| Ukraina                                                             | Zdobyte trofea w rozgrywkach Ukrainy (stan na: 31-05-2007) |      |                           |

ZSRR
| \| \| Zdobyte trofea w rozgrywkach Związku Radzieckiego (stan na: 1-01-1992) \| |                                                                        |      |                         |
| Rozgrywki                                                                       | Osiągnięcie                                                            | Razy | Sezon(y)                |
| Mistrzostwo                                                                     | I miejsce                                                              | 0    |                         |
| Mistrzostwo                                                                     | II miejsce                                                             | 0    |                         |
| Mistrzostwo                                                                     | III miejsce                                                            | 0    |                         |
| Puchar                                                                          | zdobywca                                                               | 0    |                         |
| Puchar                                                                          | finalista                                                              | 0    |                         |
| Puchar                                                                          | ćwierćfinalista                                                        | 1    | 1957                    |
| II liga                                                                         | I miejsce                                                              | 0    |                         |
| II liga                                                                         | II miejsce                                                             | 1    | 1957 (turniej finałowy) |
| II liga                                                                         | III miejsce                                                            | 0    |                         |
|                                                                                 | Zdobyte trofea w rozgrywkach Związku Radzieckiego (stan na: 1-01-1992) |      |                         |

- Klass B/Wtoraja liga (D3):
  - mistrz (2x): 1969 (finał Ukraińskiej SRR), 1972 (1 zona)
  - 3.miejsce (1x): 1987 (6 zona)

### Inne trofea
- mistrzostwo Ukraińskiej SRR:
  - mistrz (3x): 1955, 1969, 1972
  - wicemistrz: 1991
  - brązowy medalista: 1987
- Puchar Ukraińskiej SRR:
  - finalista: 1973
- Mistrzostwo obwodu iwanofrankiwskiego:
  - mistrz (4x): 1946, 1949, 1951, 1953
- Puchar obwodu iwanofrankiwskiego:
  - zdobywca (5x): 1949, 1952, 1953, 1954, 1955

## Poszczególne sezony

### Rozgrywki międzynarodowe

#### Europejskie puchary
Nie uczestniczył w rozgrywkach o Puchary europejskie.

### Rozgrywki krajowe
ZSRR
| \| \| Bilans występów klubu w rozgrywkach piłkarskich Związku Radzieckiego (Stan na 31 grudnia 1992 r.) \| |                                                                                                   |        |       |     |     |     |     |     |     |                      |        |        |      |
| Poziom | Rozgrywki                                                                                         | Sezony | Mecze | Z   | R   | P   | B+  | B–  | Pkt | Lata                 | Awanse | Spadki | Naj. |
| I | Wysszaja Liga                                                                                     | 0      |       |     |     |     |     |     |     |                      |        |        |      |
| II | Wtoraja gruppa/Klass B/Pierwaja liga                                                              | 16     | 596   | 206 | 139 | 251 | 694 | 840 | 651 | 1956-1962, 1973-1981 | 0      | 2      | 2    |
| III | Klass B/Klass A, 2 gruppa/Wtoraja liga                                                            | 15     | 789   | 305 | 219 | 265 | 862 | 793 | 829 | 1963-1969, 1982-1989 | 2      | 1      | 1    |
| IV | Mistrzostwa USRR/Wtoraja nizszaja liga                                                            | 2      | 86    | 46  | 17  | 23  | 118 | 75  | 109 | 1990-1991            | 1      | 0      | 2    |
| | Puchar ZSRR                                                                                       | 21     |       |     |     |     |     |     |     | 1957–1989            | 0      | 0      | 1/4  |
| | Bilans występów klubu w rozgrywkach piłkarskich Związku Radzieckiego (Stan na 31 grudnia 1992 r.) |        |       |     |     |     |     |     |     |                      |        |        |      |

Ukraina
| \| Ukraina \| Bilans występów klubu w rozgrywkach piłkarskich Ukrainy (Stan na 31 maja 2007 r.) \| \| |                                                                                   |        |       |     |    |     |     |     |     |                      |        |        |      |
| Poziom                                                                                                | Rozgrywki                                                                         | Sezony | Mecze | Z   | R  | P   | B+  | B–  | Pkt | Lata                 | Awanse | Spadki | Naj. |
| I | Wyszcza liha                                                                      | 7      | 207   | 56  | 52 | 99  | 218 | 316 | 220 | 1992, 1994-2000      | 0      | 2      | 10   |
| II | Persza liha                                                                       | 9      | 321   | 128 | 76 | 117 | 369 | 349 | 460 | 1992-1994, 2000-2007 | 1      | 1      | 1    |
| III                                                                                                   | Druha liha                                                                        | 0      |       |     |    |     |     |     |     |                      |        |        |      |
| IV | Perechidna liha/Tretia liha                                                       | 0      |       |     |    |     |     |     |     |                      |        |        |      |
| V | Amatorśka liha                                                                    | 0      |       |     |    |     |     |     |     |                      |        |        |      |
| | Puchar Ukrainy                                                                    | 16     |       |     |    |     |     |     |     | 1992–2007            | 0      | 0      | 1/8  |
| Ukraina                                                                                               | Bilans występów klubu w rozgrywkach piłkarskich Ukrainy (Stan na 31 maja 2007 r.) |        |       |     |    |     |     |     |     |                      |        |        |      |

## Statystyki

### Rekordy indywidualne

#### Najlepsi strzelcy klubu
Stan na 24 lipca 2007.
| # | Piłkarz            | Bramki | Lata występów              |
| - | ------------------ | ------ | -------------------------- |
| 1 | Mykoła Prystaj     | 96     | 1974, 1977—1981            |
| 2 | Stepan Czopej      | 86     | 1969—1970, 1971—1976       |
| 3 | / Serhij Turianski | 72     | 1986—1988, 1989, 1993—1996 |

#### Najwięcej występów w ligach ZSRR i Ukrainy
Stan na 24 lipca 2007.
| #  | Piłkarz               | Mecze | Lata występów                                |
| -- | --------------------- | ----- | -------------------------------------------- |
| 1  | / Jarosław Watamaniuk | >500  | 1985—2000                                    |
| 2  | Taras Bełej           | 308   | 1971—1972, 1975—1981                         |
| 3  | Petro Kuszłyk         | 258   | 1971—1979                                    |
| 4  | Bohdan Kopytczak      | 244   | 1970, 1973—1980                              |
| 5  | / Andrij Chomyn       | 229   | 1988, 1989—1999                              |
| 6  | Stepan Czopej         | >226  | 1970, 1971—1976                              |
| 7  | Mykoła Prystaj        | 223   | 1974, 1977—1981                              |
| 8  | Stepan Rybak          | 219   | 1970—1972, 1973—1977                         |
| 9  | / Mykoła Jurczenko    | 216   | 1987, 1990, 1993—1995                        |
| 10 | / Ihor Jurczenko      | 211   | 1977—1978, 1981, 1985, 1987, 1990, 1993—1997 |
| 11 | Emerich Mykułeć       | 211   | 1953—1954, 1959—1968                         |
| 12 | / Taras Kowalczuk     | 210   | 1991—1992, 1994, 2000—2002                   |
| 13 | / Mychajło Sawka      | 209   | 1988—1989, 1990—1992, 1995—1997              |
| 14 | / Petro Rusak         | 204   | 1989, 1991—1996, 1997—1998                   |
| 15 | / Roman Rusanowski    | 200   | 1991—1996                                    |

## Piłkarze, trenerzy, prezydenci i właściciele klubu

### Trenerzy
... 
- 1949:  Obuchiwski, Nazarow
- 1953:  Jożef Beca (grający trener)
- 09.1955–1956:  Ołeksandr Szczanow
- 1957–0?.1957:  Boris Smysłow
- 0?.1957–0?.1959:  Ołeksandr Szczanow
- 1960–07.1960:  Aleksiej Sokołow
- 08.1960–1960:  Michaił Antoniewicz
- 1961:  Wołodymyr Hura
- 1962:  Jurij Chodotow
- 1964:  Ołeksandr Szczanow
- 1965–02.1969:  Myrosław Dumanski
- 02.1969–1969:  Witalij Tokariew (p.o.)
- 1969–1971:  Wadim Kiriczenko
- 1971:  Wiktor Łukaszenko
- 1971:  Mychajło Mychałyna
- 1972–1973:  Wiktor Łukaszenko
- 1974:  Ołeksandr Kolcow
- 1975–1976:  Wadim Kiriczenko
- 1977:  Wiktor Żylin
- 1978:  Wiktor Fomin
- 1979:  Jewhen Rudakow
- 1980:  Walentin Tugarin
- 1981:  Isztwan Szandor
- 1982–07.1983:  Wiktor Łukaszenko
- 08.1983–12.1983:  Jurij Awanesow
- 1984–1985:  Borys Rassychin
- 1986–06.1988:  Boris Strielcow
- 06.1988–12.1988:  Jurij Diaczuk-Stawycki
- 1989:  Wiktor Kozin
- 1990–07.1990:  Boris Strielcow
- 07.1990–04.1992: / Iwan Krasnecki
- 05.1992–06.1992:  Jurij Szulatycki
- 08.1992–07.1993:  Viktors Ņesterenko
- 08.1993–06.1996:  Ihor Jurczenko (grający trener)
- 07.1996–08.1996:  Boris Strielcow
- 08.1996–06.1997:  Wiktor Kołotow
- 07.1997–12.1997:  Ihor Jurczenko (grający trener)
- 01.1998–08.1998:  Bohdan Bławacki
- 08.1998–09.1998:  Anatolij Bojko (p.o.)
- 10.1998–05.1999:  Anatolij Zajajew
- 06.1999–10.1999:  Ihor Jaworski
- 11.1999:  Anatolij Bojko (p.o.)
- 12.1999–07.2000:  Serhij Morozow
- 08.2000:  Anatolij Bojko (p.o.)
- 08.2000–03.2001:  Serhij Turianski
- 03.2001–07.2001:  Mykoła Prystaj
- 08.2001–09.2001:  Wałerij Bohusławski
- 10.2001–06.2002:  Ołeksandr Iszczenko
- 07.2002–11.2002:  Wałerij Duszkow
- 01.2003–06.2003:  Ihor Jurczenko
- 07.2003–06.2004:  Bohdan Bławacki
- 06.2004–11.2005:  Mykoła Prystaj
- 02.2006–09.2006:  Ihor Jurczenko
- 09.2006–17.10.2006:  Wołodymyr Mandryk (p.o.)
- 17.10.2006–03.2007:  Jurij Szulatycki (p.o.)
- 03.2007–04.2007:  Serhij Kuczerenko
- 05.2007–07.2007:  Mykoła Wasylkiw (p.o.)

### Prezydenci
...
- 1989–2001: Anatolij Rewucki[4].
- 200?–200?: Anatolij Popadiuk
- 200?–2007: Taras Kłym

## Struktura klubu

### Stadion
Klub piłkarski rozgrywał swoje mecze domowe na stadionie Ruch w Iwano-Frankiwsku, który może pomieścić 16 000 widzów.

### Inne sekcje
Klub prowadzi drużyny dla dzieci i młodzieży w każdym wieku.

### Sponsorzy
Sponsorem technicznym była niemiecka firma Adidas, włoska firma Diadora. Sponsorem głównym do 2005 był zakład chemiczny ŁUKOR, a potem firmy prywatne.

## Kibice i rywalizacja z innymi klubami

### Kibice
Największa liczba kibiców klubu znajduje się w mieście oraz w obwodzie iwanofrankiwskim. Są też fani, mieszkające w dalszych miejscowościach. Fani Prykarpattia utrzymywali dobre relacje z fanami Skały Stryj, Desny Czernihów i Obołoni Kijów oraz wrogo traktowali fanów Nywy Tarnopol, Nywy Winnica, Bukowyny Czerniowce, Zakarpattia Użhorod i Czornomorca Odessa..

### Rywalizacja
Największymi rywalami klubu są inne zespoły z okolic oraz sąsiednich obwodów.

### Derby
Najbardziej zagorzały mecz z udziałem klubu to Zachodnioukraińskie derby z Nywą Tarnopol, zawsze trzymane w bardzo napiętej atmosferze. Główną rywalizacją w obwodzie było Podkarpackie derby z Enerhetykiem Bursztyn. Również dużym zainteresowaniem cieszy się pojedynek z głównym klubem Zachodniej Ukrainy - Karpatami Lwów.
Oto derby:
- Bukowyna Czerniowce
- Enerhetyk Bursztyn - Podkarpackie derby
- Karpaty Lwów
- Nywa Tarnopol - Zachodnioukraińskie derby
- Skała Stryj
- Zakarpattia Użhorod